# Maximilian Laur von Münchhofen
Maximilian Laur von Münchhofen (* 11. Juni 1863 in Dresden; † 20. Februar 1936 in Hildesheim) war ein preußischer Verwaltungsbeamter.

## Herkunft und Ausbildung
Er stammte aus der niederadeligen Familie der Laur von Münchhofen.
Seine Eltern waren Friedrich Wilhelm Maximilian Eugen Laur von Münchhofen (* 23. Dezember 1832) und dessen Ehefrau Sophie Luise Elisabeth Pusch (* 15. September 1833).

## Karriere
Maximilian Laur von Münchhofen machte Ostern 1882 sein Abitur am Gymnasium in Dresden-Neustadt. Er studiert dann von 1882 bis 1886 Rechts- und Kameralwissenschaften in Marburg und Berlin.
Er machte am 19. Februar 1886 seine Erste juristische Prüfung bei dem Kammergericht und wurde am
12. März 1886 zum Gerichtsreferendar ernannt danach führte er seine Ausbildung dann bei dem Amtsgericht Werder/Havel und beim Landgericht I. Berlin bzw. der Staatsanwaltschaft Berlin fort. 
Seinen  Dienstpflicht leistete er vom 1. April 1886 bis zum 1. April 1887 bei dem 2. Garde-Regiment zu Fuß in Berlin. 
Am 28. Oktober 1889 kam er als Regierungsreferendar zur Regierung bzw. dem Bezirksausschuss nach Bromberg, er arbeitete beim Magistrat Bromberg und beim Landratsamt in Gnesen. Am 22. Oktober 1892  machte er die Große Staatsprüfung und nahm am 7. November 1892 seinen Dienst im Landratsamt Stolp auf. Er wechselte dann am 22. Mai 1895 zur Regierung in Danzig. 
Am 1. Januar 1896 wurde er kommissarischen Landrat des Landkreises Ottweiler
und dort am 14. September 1896 bestätigt. Dem folgte dann am 14. Juni 1909 die Ernennung zum  kommissarischen Landrat des Landkreises Hanau und 1. Februar 1910 die Bestätigung. Am 24. Januar 1916 wurde er dort zum Geheimen Regierungsrat ernannt. Hier wurde er 1918 seines Amtes enthoben, da er, um die Versorgung in der Endphase des Ersten Weltkriegs zu verbessern, gegen Bestimmungen der Reichsgetreideordnung verstoßen hatte. Er fand noch 21. Oktober 1918 eine neue Stelle beim Regierungspräsidium Hildesheim, später war er auch Regierungsdirektor im Oberversicherungsamt Saarbrücken. Am 1. Oktober 1928 wurde er als Regierungsdirektor in den Ruhestand versetzt.

## Familie
Am 12. November 1892 heiratete er Charlotte, geb. von Tiedemann (1870–1947). Sie hatten drei Töchter und einen Sohn.